# Jesús Gil
Gregorio Jesús Gil y Gil (El Burgo de Osma, 12 de marzo de 1933-Madrid, 14 de mayo de 2004), más conocido como Jesús Gil, fue un empresario, político y dirigente deportivo español. Fue presidente y máximo accionista del equipo de fútbol Club Atlético de Madrid entre 1987 y 2003 y alcalde de Marbella entre 1991 y 2002.

## Biografía
Primogénito de los cuatro hijos de un matrimonio de extracción social humilde, Jesús Gil realizó sus estudios primarios en el Colegio de los Padres Claretianos de Aranda de Duero (Burgos). Comenzó su vida laboral en una tienda de repuestos de automóviles después de abandonar los estudios de Ciencias Económicas. En 1961 se casó con María Ángeles Marín Cobo y tuvieron cuatro hijos: Jesús, Miguel Ángel, Myriam y Óscar.
Fue juzgado y encarcelado por un delito de homicidio involuntario a causa de la muerte de 58 personas cuando en junio de 1969 un comedor de la urbanización Los Ángeles de San Rafael, de la que era promotor y propietario, se derrumbó. El gobierno culpó a Gil directamente del desastre al no haber solicitado los permisos reglamentarios para las obras previas; la investigación además concluyó que la obra se había realizado sin la supervisión de un arquitecto y sin un plan de construcción. Dado que la inauguración del complejo estaba prevista para julio, se especula que las prisas por terminarlo pudieron estar detrás de la tragedia, incluso testigos declararon posteriormente que ese día «el cemento no estaba aún seco». Además de los 58 fallecidos, otras 147 personas resultaron heridas. Fue condenado a cinco años de prisión mayor tras prometer indemnizar con un millón de pesetas a cada familia de cada uno de los 58 fallecidos, pero fue indultado por Francisco Franco tras haber cumplido 18 meses de cárcel y haber pagado 400 millones de pesetas.

### Marbella
El 26 de mayo de 1991, Jesús Gil y su partido el GIL consiguieron la mayoría absoluta en la alcaldía de Marbella. En ese mismo verano incluso llegó a presentar un programa de televisión, Las noches de tal y tal, emitido desde esa ciudad para la cadena Telecinco. Durante once años fue alcalde, consiguiendo tres mayorías absolutas en dicho municipio. Además desempeñó la presidencia de la Mancomunidad de Municipios de la Costa del Sol Occidental entre 1995 y 1999.
Las licencias urbanísticas otorgadas con el PGOU de Marbella del año 1998 del gobierno del partido GIL ocasionaron muchas irregularidades urbanísticas, que afectaban a algunas de las promotoras que trabajaron durante el boom inmobiliario en Marbella. El carácter populista del GIL le permitió gobernar Marbella más de quince años, presuntamente mandando la persecución en las calles de consumidores de droga y prostitutas, incluidas palizas y deportaciones de extranjeros de bajos ingresos, así como donaciones de dinero a personas sin hogar para que abandonasen la ciudad. En 2002 Jesús Gil es inhabilitado judicialmente y le sustituye otro miembro del GIL, Julián Muñoz. En abril de 2006 el Consejo de Ministros del Gobierno de España acuerda la disolución del Ayuntamiento de Marbella del GIL y el nombramiento de una Comisión Gestora, elegida por la Diputación Provincial de Málaga. La herencia de la gestión en Marbella del GIL fueron deudas municipales millonarias, escasez de infraestructuras y desarrollos urbanísticos ilegales. Las deudas contraídas por impagos del Ayuntamiento a la Seguridad Social, a la Agencia Tributaria, por los suministros de agua y electricidad y liquidaciones a Junta de Andalucía han comprometido el presupuesto del Ayuntamiento con aplazamientos en ocasiones hasta 2030.
Jesús Gil vivió los últimos años de su vida con numerosas causas judiciales abiertas. En algunos casos fue declarado inocente y en otras, fue condenado, hechos que le llevaron a ingresar en la cárcel hasta en tres ocasiones. En 1999 ingresó en prisión, al ser imputado por delitos de malversación de caudales públicos y falsedad en documento público. En octubre de 2000 fue condenado a 28 años de inhabilitación y seis meses de arresto por cuatro delitos de prevaricación —por lo que se vería obligado a abandonar la Alcaldía de Marbella— relativos al caso Camisetas, y por el desvío de 450 millones de pesetas del ayuntamiento marbellí al Club Atlético de Madrid. Jesús Gil estuvo en prisión preventiva la semana del 16 de abril de 2002, por la malversación de 4442 millones de pesetas del Ayuntamiento de Marbella acometida entre los años 1991 y 1995, dinero que Jesús Gil transfería directamente a cuentas bancarias propias, de sus empresas o de testaferros. Abandonó la alcaldía el 24 de abril de 2002 tras confirmarse la sentencia del Tribunal Supremo, además de haber sido encarcelados preventivamente seis de sus colaboradores el día 18 del mismo mes. En su despedida de la alcaldía fue vitoreado por sus seguidores.
El 13 de diciembre de 2002 fue absuelto por la Audiencia Provincial de Málaga, junto a Julián Muñoz, por el caso Jinete, «alcanzando la séptima victoria contra la Fiscalía Anticorrupción» según sus palabras. Esta no sería la última vez que sus más allegados al frente del ejecutivo marbellí estuvieran implicados en casos de corrupción; el más destacado de ellos, uno de los mayores escándalos de corrupción en la historia de España, y que puso fin a la etapa comenzada por Gil fue el caso Malaya, con Jesús Gil ya fallecido, donde Julián Muñoz antiguo teniente de alcalde de Gil y posterior alcalde de Marbella tras su inhabilitación, fue condenado a varios años de prisión, al igual que el por entonces gerente de urbanismo de Gil, Juan Antonio Roca, incautándose en la operación policial bienes por valor de miles de millones de euros.

### Presidente del Atlético de Madrid

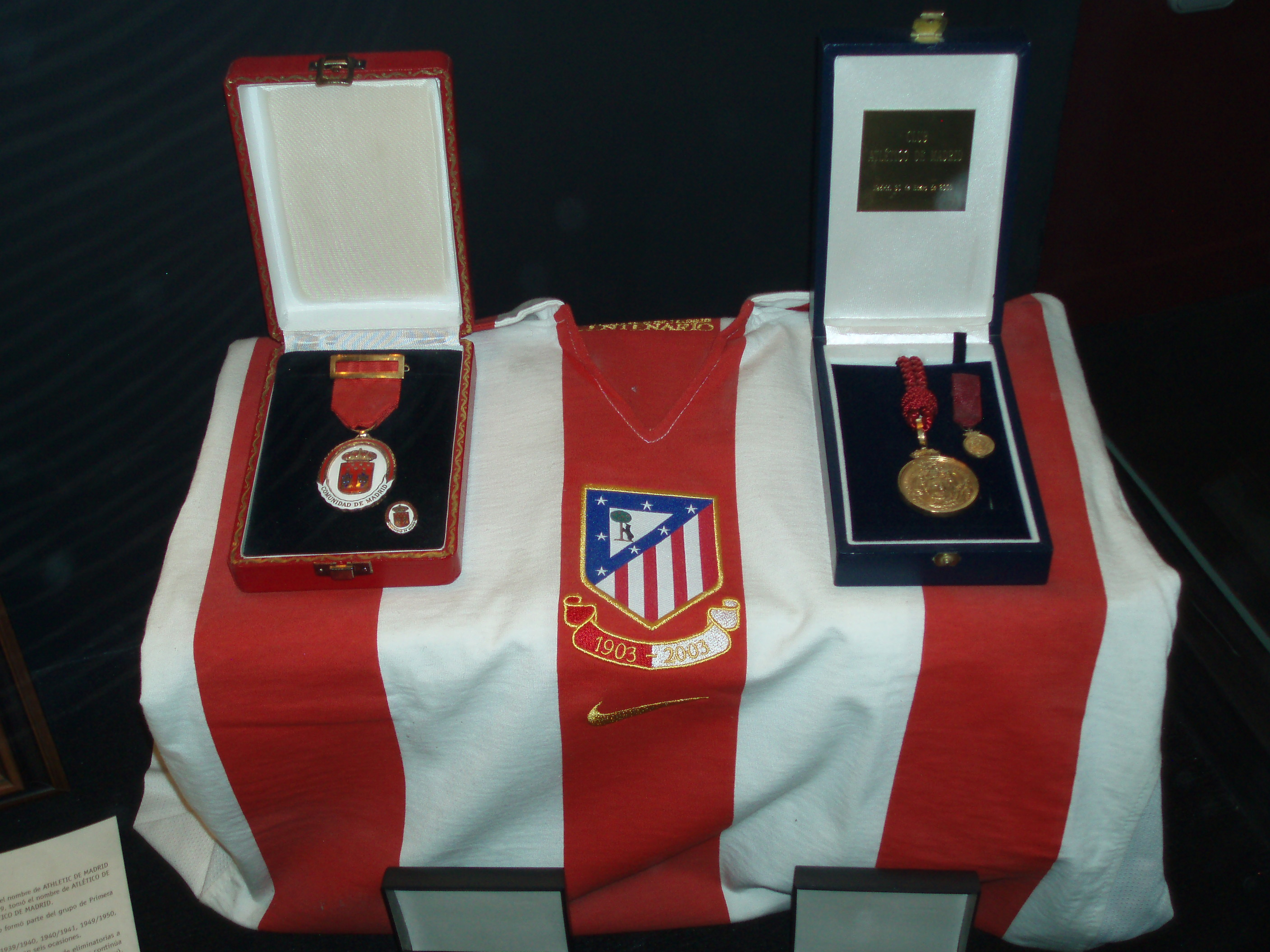
Camiseta del centenario del club Atlético de Madrid.

El 26 de junio de 1987 se celebraron elecciones a la presidencia del Club Atlético de Madrid, cargo que ocupaba provisionalmente Francisco Javier Castedo tras el fallecimiento, en el mes de marzo, de Vicente Calderón. Concurrieron a la misma cuatro candidatos: el empresario Salvador Santos Campano, los exministros Agustín Cotorruelo y Enrique Sánchez de León y el empresario Jesús Gil y Gil. Pocos días antes de las elecciones, Gil fichó a una de las estrellas del momento, Paulo Futre. Este movimiento garantizó su victoria en las elecciones, convirtiéndose así en presidente. En el momento de su victoria, llevaba seis años siendo socio del club. En el plano deportivo, durante su gestión al frente del Atlético, el club ganó una Liga (1995/96) y tres Copas del Rey (1991, 1992 y 1996), consiguiendo en este último año el «doblete». Pero también bajo su mandato el club descendió de categoría (1999/2000), jugando así por primera vez desde 1934 en Segunda División. En la temporada 2001/2002 lograría de nuevo el ascenso, con Luis Aragonés como técnico. Sin embargo, su presidencia estuvo desde el primer momento sembrada de polémicas.
En septiembre de 1990, tras un partido de la Copa de la UEFA entre el Atlético de Madrid y la Fiorentina, al quejarse de la actuación arbitral, Gil llamó maricón y pedófilo al árbitro del encuentro, Michel Vautrot, refiriéndose a él en los siguientes términos y por los que el secretario de la UEFA se quejó oficialmente a la Federación española y exigió explicaciones a Gil. 

Es un maricón. Sé de muy buena tinta que después de quedar nosotros eliminados de la Copa de la UEFA a ese colegiado le buscaron los italianos un niño rubio de ojos azules.

A comienzos de la década de 1990, como consecuencia de la llamada Ley del Deporte aprobada por el Estado, los clubes de fútbol debieron convertirse de sociedades deportivas a sociedades anónimas deportivas, por tanto la capacidad de decisión sobre las entidades se traspasaba del voto de los socios a los accionistas que debían tener estas nuevas sociedades anónimas. La ley tenía por objetivo declarado conseguir la estabilidad financiera de los clubes, que por aquella época atravesaban una crisis financiera general. Solo a Real Madrid, FC Barcelona, Athletic Club y Osasuna se les permitió seguir constituidas en sociedades deportivas, en teoría porque eran los únicos clubes que gozaban de una buena salud financiera por entonces. Para poder constituirse en sociedad anónima, cumplir con la legalidad y así evitar no descender automáticamente a Segunda B, el club requería un capital social de 2060 millones de pesetas. El último día de plazo, en 1992, el club salvó la situación gracias a varios préstamos concedidos por el Banco de Vitoria y Credit Lyonnais, de 1300 y 650 millones de pesetas respectivamente; todo ello contó con el respaldo del banco Banesto presidido entonces por Mario Conde, tras el rechazo de Caja Madrid a avalar al club. Durante el cambio de denominación del club, gracias a una serie de artimañas de Jesús Gil, en colaboración con el entonces vicepresidente Enrique Cerezo y el hijo de Gil, Miguel Ángel Gil Marín, el presidente atlético logró hacerse con el 95% de las acciones del club sin haber desembolsado dinero alguno. Si bien en esos momentos no se prestó demasiada atención, años después la Fiscalía Anticorrupción denunciaría el caso, lo que se convertiría en el llamado «caso Atlético». A pesar de que la Audiencia Nacional consideró probados los delitos de los dirigentes y la apropiación indebida de las acciones del club, que llevó al club a estar intervenido por la justicia hasta 2004, el Tribunal Supremo de España falló definitivamente que las sentencias previas quedaban sin efecto al haber prescrito los delitos en el momento del inicio del proceso años atrás.
Durante este proceso de reorganización del club, con el fin de recortar todo tipo de gastos, Gil tomó la decisión de cerrar numerosas secciones, incluidas todas las categoras inferiores del club («la cantera»), a excepción del Madrileño, que militaba en Segunda B. Como consecuencia de ello, muchas jóvenes promesas debieron buscar nuevo equipo, el más destacado de todos ellos fue Raúl González Blanco, que con su salida forzada del Atlético acabó en el Real Madrid, donde se convirtió en uno de sus más célebres capitanes.
En marzo de 1996, durante una fuerte discusión a las puertas de la sede de la Liga de Fútbol Profesional, Gil propinó un fuerte puñetazo en la cara al entonces gerente del SD Compostela, José González Fidalgo, por el que recibió la condena y rechazo general por parte del fútbol español. En los cuartos de final de la Champions League de 1997, el Atlético se enfrentaba al Ajax en Ámsterdam. Finalizado el encuentro Gil declaró en un tono racista que «el Ajax parecía el Congo y que salían negros de todas partes como si fuera una máquina de churros».
El 22 de diciembre de 1999, el juez de la Audiencia Nacional, Manuel García Castellón, decretó el cese de Gil al frente del Atlético de Madrid y la intervención judicial del club, nombrando como administrador a Luis Manuel Rubí. El club atravesó un momento extremadamente delicado. Finalmente, el 11 de abril de 2000 el juez acordó «reponer» en sus puestos a los mandatarios rojiblancos, y al día siguiente, Jesús Gil asumió de nuevo la presidencia. El 27 de mayo de 2003 presentó su dimisión como presidente del Atlético de Madrid, sustituyéndole en el cargo Enrique Cerezo.

### Muerte

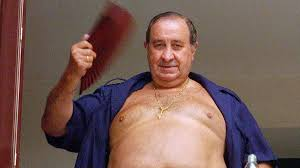
Jesús Gil en agosto de 2003.

El 9 de mayo de 2004 le sobrevino una trombosis cerebral mientras se encontraba en su finca de Valdeolivas y es ingresado en la clínica Cemtro de Madrid.
Falleció el 14 de mayo de 2004 a las 5 de la tarde a consecuencia de un paro cardíaco provocado por la trombosis cerebral. Su velatorio se produjo en el Estadio Vicente Calderón al que acudieron más de quince mil personas. Se encuentra enterrado en el panteón familiar del cementerio de la Almudena.
Poco después de su muerte, en junio de 2004, el Tribunal Supremo lo declaró absuelto por prescripción del delito del caso Atlético, acusado por la Audiencia Nacional de apropiación indebida del Club Atlético de Madrid. La misma sentencia lo declaró culpable de estafa al club por simulación de contratos, aunque su condena quedó extinguida por fallecimiento.

## Ideología y temperamento
Gil se convirtió a finales de la década de 1980 en una figura con una fuerte presencia en los medios de comunicación, favorecida por su estilo estridente y recurso al insulto en sus declaraciones. Su discurso se caracterizó por su rechazo de la política, sin llegar a articular un corpus ideológico desarrollado, enmarcándose el «gilismo» según Xavier Casals Meseguer en un populismo protestatario, de raigambre antielitista, con rasgos comunes con los de las experiencias políticas de Mario Conde y José María Ruiz Mateos. Tendría elementos de «neoliberalismo municipal», que habría aplicado en su gestión municipal en Marbella. A su vez, en sus opiniones políticas, encuadradas en la extrema derecha y destacadas por el tono populista de sus discursos, se han identificado elementos sexistas, racistas, homófobos y un recurrente enaltecimiento nostálgico a la figura de Franco y su dictadura.
Se refirió públicamente a la entonces concejal del Partido Socialista Obrero Español (PSOE), Isabel García Marcos, como una «puta» durante un pleno municipal y en una ocasión se refirió a la periodista Carmen Rigalt como la «jinetera del periodismo». El litoral de Málaga, especialmente los municipios bajo su influencia política y económica, se convirtieron en esos años en una discreta residencia de mafiosos británicos, italianos y rusos, además de continuar como refugio de exiliados fascistas, como Otto Remer o León Degrelle, que intentaban evitar la extradición a sus países de origen. Por otro lado, Gil instigó la persecución en las calles de consumidores de drogas y prostitutas, incluidas palizas y deportaciones de extranjeros de bajos ingresos, así como donaciones de dinero a personas sin hogar para que abandonasen la ciudad.

## En la cultura popular
En 2019, 15 años después de su muerte, se estrenó en HBO el documental El pionero, basado en su vida.